# 城厢镇 (安溪县)
城厢镇，是中华人民共和国福建省泉州市安溪县下辖的一个乡镇级行政单位。

## 行政区划
城厢镇下辖以下地区：
茶都社区、龙凤社区、茗城社区、雅兴村、码头村、上营村、同美村、勤内村、光德村、仙苑村、团结村、霞保村、中标村、古山村、南坪村、土楼村、路英村、石古村、砖文村、员宅村、过溪村、涝港村、墩坂村、玉田村、经兜村、经岭村、南英村和冬青场。